# Jovi Lozano-Seser
Jovi Lozano-Seser (Ondara, 1979) és un periodista, escriptor i comunicador valencià.
Llicenciat en Comunicació audiovisual per la Universitat de València, debutà en el món literari amb els llibres de relats Sis Contes i una novel·la incerta (Edicions 96) i Efectes Secundaris (Bullent, 2011), guardonat aquest darrer amb el Premi Soler i Estruch 2010. L'autor ha conreat també la novel·la (Una història de ficció, Tabarca, 2014), així com ha explorat la mescla de gèneres en obres híbrides com Últimes existències (Bromera, 2012), obra distingida amb el Premi Ciutat de València de 2011. L'interès per altres àmbits creatius l'ha apropat igualment al llenguatge dramàtic (Habitatge, estrenada el 2013 per la companyia L'Oracle de l'Est i actualment encara de gira), a l'assaig i la recerca (D'Ondara a Broadway: L'excepcionalitat de Trini Reyes, Edicions 96) i també al món del cinema (Chanel nº 5, adaptació del seu conte Rossa, dirigit per Aarón García Sampedro). A més, des de 2012, l'autor signa el bloc Calcetins Desparellats, on publica i comparteix entrades, reflexions, textos inèdits i diaris de viatge.
El 18 de desembre de 2022 va renunciar públicament a recollir el guardó del Premi Enric Valor de novel·la en valencià pel menyspreu mostrat per la Diputació d'Alacant amb el premi i va reafirmar la seva postura «per la dignitat de la nostra llengua, per la dignitat d'Enric Valor, per la dignitat de la literatura en valencià».

## Obra
- Sis Contes i una Novel·la Incerta (Edicions 96, 2010 Arxivat 2017-03-22 a Wayback Machine.)
- Efectes secundaris (Edicions del Bullent, 2011)
- Últimes existències (Bromera, 2012)
- D'Ondara a Broadway. L'excepcionalitat de Trini Reyes (Edicions 96, 2013 Arxivat 2017-03-22 a Wayback Machine.)
- Una història de ficció (Tabarca, 2014)
- El traductor (AdiA Edicions, 2015 Arxivat 2017-09-27 a Wayback Machine.)
- Pedres que han de ser remogudes (Bromera, 2019)
- Després de maig, abans de l'estiu (Bromera, 2022)

## Premis
- Premi Josep Pla de narrativa curta de Palafrugell (1996)
- Premi als Jocs Florals de Torroja del Priorat (1997)
- Premi Felipe Ramis –amb el conte Una vida en l'hora de Marwan Chamut[3] (2009)
- XIV Premi Ifach de narrativa de Calp (2009) –amb la novel·la breu Esbós per a una improbable novel·la històrica-, ambdues incloses al volum Sis Contes i una novel·la incerta –Edicions 96, 2010-.
- Premi de l'IVAJ “La Joventut escriu en solidari” (2010) amb el relat Mali
- Premi de relats curts de Guardamar del Segura (2010) per l'obra La veu de la consciència (parla més alt que la veu de l'experiència)
- Premi Vila de Xaló de narrativa 2010) per l'obra Satsuko
- Premi de narrativa en valencià dels Jocs Florals de Paterna (2010) amb el conte Balcànic
- Premi de narrativa per Àgatha contra les darreres fulles de la tardor i Premi de Poesia als Premis Solstici 2010 de Manises amb el primer recull poètic que l'autor realitza, Les illes perpètues (Poemes 1996-2009)
- Premi Soler i Estruch de narrativa (2010)[4] de Castelló de la Ribera amb el recull de contes Efectes Secundaris[5] (Edicions del Bullent, 2011).
- Premi Ciutat de València (2011)[6] per l'obra Últimes existències, editat per l'editorial Bromera.[7]
- Premi El Puig de narrativa (2012) per Rossa!
- Premi Vila de Lloseta (2014) per El traductor
- Premi Alfons el Magnànim de narrativa en valencià (2019) per Pedres que han de ser remogudes